# Гейсай (Вірджинія)
Гейсай (англ. Haysi) — місто (англ. town) в США, в окрузі Дікенсон штату Вірджинія. Населення — 484 особи (2020).

## Географія
Гейсай розташований за координатами 37°13′1″ пн. ш. 82°17′38″ зх. д. / 37.21694° пн. ш. 82.29389° зх. д. (37.216897, -82.294017).  За даними Бюро перепису населення США в 2010 році місто мало площу 9,52 км², з яких 9,22 км² — суходіл та 0,30 км² — водойми.

### Клімат
| Клімат : Гейсай       | Клімат : Гейсай | Клімат : Гейсай | Клімат : Гейсай | Клімат : Гейсай | Клімат : Гейсай | Клімат : Гейсай | Клімат : Гейсай | Клімат : Гейсай | Клімат : Гейсай | Клімат : Гейсай | Клімат : Гейсай | Клімат : Гейсай | Клімат : Гейсай |
| Показник              | Січ.            | Лют.            | Бер.            | Квіт.           | Трав.           | Черв.           | Лип.            | Серп.           | Вер.            | Жовт.           | Лист.           | Груд.           | Рік             |
| Середній максимум, °C | 1,1             | 8,3             | 16,1            | 21,1            | 26,7            | 29,4            | 30,6            | 28,9            | 25,6            | 20,6            | 12,8            | 7,8             | 18,9            |
| Середній мінімум, °C  | −10,6           | −6,7            | −1,1            | 3,9             | 10,0            | 14,4            | 16,1            | 15,6            | 12,2            | 6,1             | −1,1            | −5              | 4,4             |
| Норма опадів, мм      | 86              | 84              | 94              | 97              | 117             | 114             | 109             | 102             | 86              | 76              | 81              | 79              | 1123            |
| --------------------- | --------------- | --------------- | --------------- | --------------- | --------------- | --------------- | --------------- | --------------- | --------------- | --------------- | --------------- | --------------- | --------------- |
| Джерело: Weatherbase  |                 |                 |                 |                 |                 |                 |                 |                 |                 |                 |                 |                 |                 |

## Демографія
Згідно з переписом 2010 року, у місті мешкало 498 осіб у 108 домогосподарствах у складі 65 родин. Густота населення становила 52 особи/км².  Було 128 помешкань (13/км²).
Расовий склад населення:
| - 98,0 % — білих - 0,8 % — чорних або афроамериканців - 0,4 % — азіатів - 0,2 % — корінних американців |

До двох чи більше рас належало 0,6 %. Частка іспаномовних становила 0,2 % від усіх жителів.
За віковим діапазоном населення розподілялося таким чином: 9,8 % — особи молодші 18 років, 79,8 % — особи у віці 18—64 років, 10,4 % — особи у віці 65 років та старші. Медіана віку мешканця становила 41,1 року. На 100 осіб жіночої статі у місті припадало 194,7 чоловіків;  на 100 жінок у віці від 18 років та старших — 209,7 чоловіків також старших 18 років.
Середній дохід на одне домашнє господарство  становив 41 582 долари США (медіана — 38 750), а середній дохід на одну сім'ю — 52 246 доларів (медіана — 45 750). За межею бідності перебувало 14,9 % осіб, у тому числі 27,1 % дітей у віці до 18 років та 13,9 % осіб у віці 65 років та старших.
Цивільне працевлаштоване населення становило 49 осіб. Основні галузі зайнятості: освіта, охорона здоров'я та соціальна допомога — 22,4 %, науковці, спеціалісти, менеджери — 14,3 %, транспорт — 12,2 %, мистецтво, розваги та відпочинок — 12,2 %.